# Going Dutch
Going Dutch is een Engelse uitdrukking die betekent dat iedere persoon in de groep voor zichzelf betaalt. Een andere aanduiding is Dutch treat.
Going Dutch kan op twee manieren uitgevoerd worden: elke persoon betaalt zijn eigen bestellingen, of elke persoon betaalt het totaalbedrag gedeeld door het aantal personen.

## Oorsprong
Waarschijnlijk is deze uitdrukking ontstaan in de zeventiende of achttiende eeuw, de tijd van de Engels-Nederlandse oorlogen. De Britten zagen 'the Dutch' als negatief en het gegeven dat de ander voor zichzelf moest betalen was niet beschaafd.